# Der Tiger von Eschnapur (pel·lícula de 1959)
Der Tiger von Eschnapur és una pel·lícula d'aventures de l'Alemanya occidental, França i Itàlia de 1959 dirigida per Fritz Lang . És la primera de dues pel·lícules que inclouen el que s'ha conegut com èpica índia de Fritz Lang; l'altre és Das indische Grabmal. Fritz Lang va tornar a Alemanya per dirigir aquestes pel·lícules, que en conjunt expliquen la història d'un arquitecte alemany, el maharaja indi per a qui se suposa que ha de construir escoles i hospitals, i la ballarina eurasiàtica que s'interposa entre ells.

## Obres anteriors
L'èpica índia de Lang es basa en el treball que va fer quaranta anys abans a una versió muda de Das indische Grabmal. Ell i Thea von Harbou van coescriure el guió, basant-lo en la novel·la homònima de von Harbou. Lang havia de dirigir, però aquest treball li va ser pres i donat a Joe May. Lang no va controlar la forma final d'aquella versió anterior, que va ser un fracàs comercial i crític en aquell moment, tot i que la seva reputació ha crescut en els últims anys.
Llançada el 1921, la versió original de Das indische Grabmal tenia una durada de 3 hores i mitja i es va publicar en dues parts. Per al remake, Lang també va dividir la història en dues parts d'uns 100 minuts cadascuna.

## Trama
L'arquitecte Harold Berger arriba a l'Índia i viatja al regne governat pel Maharajah Chandra, per a qui construirà escoles i hospitals. De camí cap al palau del maharajà, Berger viatja amb una ballarina del temple anomenada Seetha, que també ha estat convidada al palau. En el camí, li salva la vida quan la seva caravana és atacada per un tigre que menja homes.
Seetha, el pare de la qual era europeu, ha provocat, sense voler, que el maharajà s'enamorés mentre la veia ballar en una cerimònia religiosa. Ella i l'arquitecte, però, s'han començat a enamorar en secret. Això condueix a la tensió entre Chandra i Berger, encara més agreujada pels cortesans intrigants, inclòs el germà gran del maharajà. Creuen que el potencial matrimoni de Chandra amb la ballarina podria convertir-se en un pretext per encapçalar el seu regnat.
Seetha i Berger escapen junts al desert, just abans que la germana de Berger i el seu marit, un arquitecte que treballa amb Berger, arribin a Eschnapur. Chandra els informa que ara vol que es construeixi una tomba abans que pugui començar qualsevol altra obra a les escoles i hospitals encarregats anteriorment. Després de descobrir que Berger i Seetha s'han escapat, Chandra emet una ordre perquè Berger sigui assassinat i Seetha torni amb vida per a l'enterrament a la tomba després que sigui finalitzada. La pel·lícula acaba amb la parella encallada al desert després que els seus cavalls moren, just quan comença una tempesta de sorra.
(La història continua a la pel·lícula seqüela, Das indische Grabmal)

## Repartiment
- Debra Paget com a Seetha
- Paul Hubschmid com a Harold Berger
- Walter Reyer com a Chandra
- Claus Holm com el Dr. Walter Rhode
- Luciana Paluzzi com a Baharani
- Valéry Inkijinoff com a Yama
- Sabine Bethmann com Irene Rhode
- René Deltgen com el príncep Ramigani
- Jochen Brockmann com Padhu
- Richard Lauffen com a Browna
- Jochen Blume com Asagara
- Helmut Hildebrand com a criat de Ramigani
- Guido Celano com el general Dagh (sense acreditar)
- Victor Francen com a penitent (sense acreditar)
- Panos Papadopoulos com a Courier (sense acreditar)
- Angela Portaluri com a dona camperola (sense acreditar)

## Producció
La pel·lícula es va rodar en localització a l'Índia amb un repartiment predominantment alemany. Lang va poder obtenir el permís del Maharana d'Udaipur per rodar en molts llocs que normalment estaven prohibits als equips de filmació occidentals. Un d'aquests va ser el Jag Niwas flotant vist molt més tard a Octopussy.
Els interiors es van rodar als Spandau Studios a Berlín amb escenografies dissenyades pel director d'art Helmut Nentwig i Willy Schatz.

## Llançaments
Les dues pel·lícules es van editar en un llargmetratge de 95 minuts per cortesia d'American International Pictures i es van estrenar als Estats Units el 1959 com a "Journey to the Lost City", amb les escenes de ball de Seetha molt retallades, cortesia del Codi Hays. Es pensava que els negatius de les pel·lícules originals de Fritz Lang s'havien perdut, però es va redescobrir un conjunt. Fantoma Films els va restaurar en format DVD, produint un disc per a cada pel·lícula. Els discos contenen temes de diàlegs en alemany i anglès, a més d'altres extres. Els va publicar Image Entertainment l'any 2001.

## Curiositats
- Una altra pel·lícula titulada Der Tiger von Eschnapur es va estrenar a Alemanya el 1938. També es va basar en la novel·la de Thea von Harbou Das Indien Grabmal (La tomba índia). La pel·lícula va ser dirigida per Richard Eichberg i escrita per ell juntament amb Hans Klaehr i Arthur Pohl.